# Tricimba nigrofemorata
Tricimba nigrofemorata är en tvåvingeart som beskrevs av Oswald Duda 1930. Tricimba nigrofemorata ingår i släktet Tricimba och familjen fritflugor. Inga underarter finns listade i Catalogue of Life.